# 107 Piscium
107 Piscium, som är stjärnans Flamsteed-beteckning, är en ensam stjärna i den mellersta delen av stjärnbilden Fiskarna. Den har en genomsnittlig skenbar magnitud på ca 5,20 och är svagt synlig för blotta ögat där ljusföroreningar ej förekommer. Baserat på parallaxmätning inom Hipparcosuppdraget på ca 133,9 mas, beräknas den befinna sig på ett avstånd på ca 24 ljusår (ca 7,5 parsek) från solen. Den rör sig närmare solen med en heliocentrisk radialhastighet på ca -33 km/s.

## Nomenklatur
John Flamsteed numrerade stjärnorna i Fiskarna från 1 till 113 och publicerade sin Catalogus Britannicus 1725. Han räknade av okänd anledning 107 Piscium två gånger och tilldelade den även beteckningen 2 Arietis.  

## Egenskaper
107 Piscium är en orange till gul stjärna i huvudserien av spektralklass K1 V. Den har en massa som är omkring 85 procent av solens massa, en radie som är omkring 80 procent av solens och utsänder ungefär hälften av den som solen avger från dess fotosfär vid en effektiv temperatur på ca 5 200 K.
107 Piscium är en misstänkt variabel, som varierar mellan visuell magnitud +5,14 och 5,26 utan någon fastställd periodicitet. Den roterar långsamt med en period av 35,0 dygn.
107 Piscium har undersökts med avseende på överskott av infraröd strålning orsakad av omgivande stoft, men inget sådant har obseverats. Den beboeliga zonen för stjärnan, definierad som platserna där flytande vatten kan finnas på en jordliknande planet, ligger vid en radie av 0,52–1,10 astronomiska enheter (AE), där 1 AE är det genomsnittliga avståndet från Jorden till solen.
Baserat på data som samlats in under Hipparcos-uppdraget år 1997, kategoriserades stjärnan som en astrometrisk dubbelstjärna med en period på 0,576 år. Detta resultat har emellertid inte bekräftats.